# Pålvattnet
Pålvattnet är en sjö  i den del av Bjurholms kommun som ligger i Västerbotten. Den ingår i Hörnåns huvudavrinningsområde. Sjön har en area på 0,211 kvadratkilometer och ligger 233,2 meter över havet. Sjön avvattnas av vattendraget Armsjöbäcken.

## Delavrinningsområde
Pålvattnet ingår i det delavrinningsområde (711088-166778) som SMHI kallar för Inloppet i Gåsvattnet. Medelhöjden är 252 meter över havet och ytan är 3,61 kvadratkilometer. Det finns inga avrinningsområden uppströms utan avrinningsområdet är högsta punkten. Armsjöbäcken som avvattnar avrinningsområdet har biflödesordning 2, vilket innebär att vattnet flödar genom totalt 2 vattendrag innan det når havet efter 77 kilometer. Avrinningsområdet består mestadels av skog (94 procent). Avrinningsområdet har 0,21 kvadratkilometer vattenytor vilket ger det en sjöprocent på 5,9 procent.